# Монотипски таксон
Монотипски таксон је таксономска група која садржи само једну директно подређену таксономску групу. Ако нека врста нема подврсте онда се ради о монотипској врсти. Ако једна породица има само један род користи се и израз моногенеричност. 
У ботаничкој номенклатури, монотипски род је род у посебном случају када се истовремено описују род и једна врста.

## Примери
Примери монотипских таксона:
- , кљунар
- , гинко
- Породица Cephalotaceae има један род, Cephalotus, који садржи једну врсту  – аустралијску врчоношу.
- , брката сеница, има неколико подврста али припада роду Panurus који се сматра монотипским у оквиру породице Panuridae.
- , хијацинтна ара, је монотипска врста што значи да нема описаних подврста.
- , паун гоби, је једина врста у роду Tateurndina.